# گونتر اشتول
گونتر اشتول (آلمانی: Günther Stoll؛ ۱۸ اوت ۱۹۲۴ – ۱۰ ژانویهٔ ۱۹۷۷) بازیگر اهل آلمان بود.
از فیلم‌ها یا سریال‌های تلویزیونی که وی در آن نقش داشته‌است، می‌توان به دِرِک، دورو، قلعه فو مانچو، چنگک، فراتر از قانون، پروانه خون‌آلود و آخرین مزدور اشاره‌کرد.